# فأر جيبي غير مزين
فأر جيبي غير مزين (الاسم العلمي: Perognathus inornatus) هو نوع من الحيوانات يتبع جنس فأر جيبي حريري من فصيلة الغوفرية.